# Peter Johan Isberg

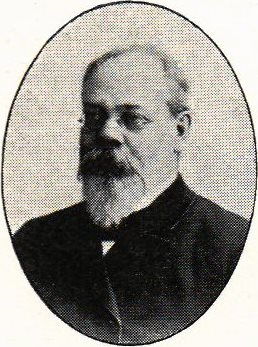
Peter Johan Isberg

Peter Johan (Pehr) Isberg, född 10 juli 1845 i Växjö, död 1929, var en svensk ingenjör och skolledare.
Isberg blev student vid Uppsala universitet 1868, filosofie kandidat 1872, utexaminerades från Teknologiska institutet 1874 och blev filosofie doktor i Uppsala 1886. Han var bergsingenjör vid Schisshytteverken 1874–76, lärare vid Örebro läns folkhögskola 1876–84, föreståndare vid Krafftska skolan och lärare vid Palmgrens skola i Stockholm 1884–88, lektor i matematik och fysik samt rektor vid Tekniska elementarskolan i Malmö 1888–1911 och vikarierande rektor där 1912–13.
Isberg var ledamot av Malmö stadsfullmäktige 1891–1910 och ordförande i styrelsen för Malmö stads gas- och elektricitetsverk 1894–1905. Han var ordförande i Skånska Ingenjörsklubben åtskilliga år under tiden 1890–1909. Han var medarbetare i vetenskapliga tidskrifter och utgav Rektor P. Isbergs inledning till Skånska Ingeniörsklubbens diskussion 15/4 1893, om vilkoren för gasens användning till motorer och hushållsbehof och Landsbygdens elektrifiering och Sydsvenska Kraftaktiebolaget (1918). Han var också en av de tio instiftarna av Sällskapet Heimdall.